# Otocinclus tapirape
Otocinclus tapirape är en fiskart som beskrevs av S.John Britto och Moreira 2002. Otocinclus tapirape ingår i släktet Otocinclus och familjen Loricariidae. Inga underarter finns listade i Catalogue of Life.